# Cantó de Graçay
El cantó de Graçay és un cantó francès del departament del Cher, situat al districte de Vierzon. Té sis municipis i el cap és Graçay.

## Municipis
- Dampierre-en-Graçay
- Genouilly
- Graçay
- Nohant-en-Graçay
- Saint-Georges-sur-la-Prée
- Saint-Outrille

## Història
| Data d'elecció                           | Identitat           | Partit                     | Qualitat |
| ---------------------------------------- | ------------------- | -------------------------- | -------- |
| 1945-1968                                | Edmond Ferreau      | PCF, després Divers gauche |          |
| 1968-1987                                | Pierre Monin        | Divers droite              |          |
| 1987-1988                                | Pierre François     | Divers droite              |          |
| 1988-2008                                | Georges Druesne     | PCF                        |          |
| 2008-                                    | Jean-Pierre Charles | PCF                        |          |
| les dades anteriors no són pas conegudes |                     |                            |          |
|                                          |                     |                            |          |

## Demografia
| A partir de 1990: Població sense dobles comptes |